# Ківіти (Вармінсько-Мазурське воєводство)
Ківіти (пол. Kiwity, нім. Kiwitten) — село в Польщі, у гміні Ківіти Лідзбарського повіту Вармінсько-Мазурського воєводства.
Населення — 409 осіб (2011).
У 1975-1998 роках село належало до Ольштинського воєводства.

## Демографія
Демографічна структура станом на 31 березня 2011 року:
|          | Загалом | Допрацездатний вік | Працездатний вік | Постпрацездатний вік |
| -------- | ------- | ------------------ | ---------------- | -------------------- |
| Чоловіки | 196     | 30                 | 151              | 15                   |
| Жінки    | 213     | 34                 | 142              | 37                   |
| Разом    | 409     | 64                 | 293              | 52                   |